# Sonota Saint
I Sonota Saint (其他聖闘士? lett. Altri Saint) sono dei personaggi dell'anime classico de I Cavalieri dello zodiaco che, pur facendo parte dell'esercito dei Cavalieri di Atena, indossano dei "Cloth speciali" e non appartengono a nessuna delle tre caste principali (Cavalieri d'oro, Cavalieri d'argento e Cavalieri di bronzo). Inoltre non sono protetti da nessuna delle 88 costellazioni. 
Oltre al Grande Sacerdote, questi Saint devono ubbidienza a Gigas e poi, alla scomparsa di quest'ultimo, a Phaeton.

## Creazione e caratteristiche
I Sonota Saint vennero creati dallo staff della Toei Animation, e quindi non da Kurumada, perché l'anime finiva sempre per raggiungere la cronologia del manga. Gli sceneggiatori erano quindi obbligati ad allungare la storia inserendo dei personaggi filler.
Il rango di questi Saint è stato chiarito con l'uscita del film I Cavalieri dello zodiaco - Le porte del paradiso in Giappone. In questa occasione, infatti, ad ogni spettatore che andava al cinema ad assistere alla pellicola veniva donato un pamphlet contenente informazioni sulla serie. In una pagina era rappresentato uno schema in cui si parlava delle varie caste dei Saint di Atena, tra i quali, appunto, i Sonota Saint. Altre informazioni su questa casta vennero ufficializzate con l'uscita dei libretti dei Blu-Ray dell'anime.
Come già sottolineato all'inizio, i Sonota Saint fanno parte dell'esercito dei Cavalieri di Atena. Possiedono un cosmo che assomiglia a quello di alcuni dei Saints ufficiali e, come questi ultimi, hanno un destino deciso dalle stelle. Tuttavia indossano dei Cloth che non rappresentano alcuna costellazione. La loro forza ed il loro rango sono gli stessi posseduti dai Saints dei ranghi più bassi.

## Personaggi
I Sonota Saint si dividono in alcune categorie: gli Shihei Saint (私兵聖闘士?, Shihei Seinto, lett. "Saint della guardia privata"), di cui fanno parte Docrates, il Cavaliere della Fiamma e Virnam, i Ghost Saints (幽霊聖闘士 - ゴーストセイント?, Gōsuto Seinto, lett. Saint Fantasma), cioè Morgana e i suoi tre Cavalieri, il Maestro dei Ghiacci (che negli artbook viene definitivo un Cavaliere ritirato), e i cavalieri senza costellazione Reda e Salzius.

### Shisei Saint

#### Docrates
Docrates (ドクラテス?, Dokuratesu) è un membro degli Shihei Saint, fratello maggiore di Cassios, nonché il primo degli emissari del Grande Tempio inviati da Gigas su ordine del Grande Sacerdote per recuperare il Gold Cloth del Sagittario e uccidere i Bronze Saints al servizio di Saori Kido. Dopo una serie di battaglie, il gigantesco guerriero viene sconfitto da un attacco combinato di Hyoga (che gli congela le gambe impedendone i movimenti), Seiya e Shun.
Il suo attacco è l'Heracles Mōshū Ken (ヘラクレス猛襲拳?) (Pugno di Ercole nel doppiaggio italiano dell'anime), con cui concentra il suo cosmo nei suoi enormi pugni, per poi scagliargli contro l'avversario, mentre la sua armatura raffigura l'Idra.
Docrates è sicuramente uno dei personaggi più alti della serie, anche se la sua altezza varia più volte nel corso delle sue apparizioni (in un episodio è così gigantesco che riesce ad afferrare Saori per poi stringerla in mano).
Docrates, inoltre, è al comando di sette soldati che indossano un'uniforme nera vagamente simile alla sua. A quanto pare sono in grado di manipolare il cosmo più o meno come dei Bronze Saints e, colpendo all'unisono, sono in grado di spaccare la terra con i pugni, aprendo veri e propri crepacci.
Il personaggio è stato creato dallo sceneggiatore dell'anime Takao Koyama che, in un'intervista, ha rivelato che il nome "Docrates" è basato sulla parola giapponese "doku" (毒? lit. "veleno"), e sul nome del filosofo greco Socrate (ソクラテス?, Sokuratesu).
Sebbene ufficialmente sia un Sonota Saint, quindi un Saint senza costellazione, nel merchandise italiano viene indicato come Saint di Bronzo della costellazione dell'Idra Maschio.

#### Cavaliere della Fiamma
L'Ennetsu Saint (炎熱 聖闘士?, Ennetsu Seinto, lett. Cavaliere Incendiario), o Cavaliere della Fiamma nel doppiaggio televisivo italiano, è un membro degli Shihei Saint, che, insieme a Gigas (a cui è molto fedele), viene inviato in Giappone per recuperare l'elmo del Gold Cloth del Sagittario. Qui combatte contro Shun, riuscendo a metterlo in difficoltà, ma viene battuto e ucciso da Ikki con il Phoenix Genma Ken.
Il colpo segreto di questo personaggio è chiamato Fire Screw (ファイヤースクリュー?, Faiaa Sukuryuu) (o Pugno Rovente nel doppiaggio italiano), ovvero una tecnica basata sul fuoco, che l'Ennetsu Saint esegue bruciando il suo cosmo e sferrando un pugno in avanti col braccio. Il suo pugno infiamma l'aria, creando un piccolo vortice di fuoco che può essere diretto al nemico o al suolo, allo scopo di creare un incendio. Se necessario, l'Ennetsu Saint può sferrare il Fire Screw con entrambe le braccia contemporaneamente, raddoppiandone l'effetto.
Sebbene ufficialmente sia un Sonota Saint, quindi un Saint senza costellazione, nel merchandise italiano viene indicato come Saint di Bronzo della costellazione della Fornace.

#### Virnam
Spartan (スパルタン?, Suparutan), o Virnam nel doppiaggio televisivo italiano, è un membro degli Shihei Saint che, insieme con Shaina e Argor di Perseo, si dirige su un'isola sperduta dell'Egeo meridionale allo scopo di attirare lì i Bronze Saints al servizio di Saori Kido per ucciderli. Con i suoi poteri mentali, Spartan fa precipitare l'aereo dei nemici, per poi affrontarli. Nel corso della battaglia, tuttavia, viene pietrificato per errore da Argor e ritorna normale solo dopo la morte di quest'ultimo per mano di Shiryu. Deciso a vendicare il compagno caduto, Spartan attacca un moribondo Shiryu, ma viene ostacolato dagli Steel Saints. Uno di loro, Ushio, annulla le onde mentali di Spartan che è obbligato a raccogliere la svenuta Shaina e fuggire.
Spartan non possiede un vero colpo segreto, ma ha vari poteri mentali, incluse la telecinesi e il teletrasporto. Concentrandosi abbastanza a lungo, può prendere il controllo di oggetti grandi come un aereo privato, mandandone fuori uso i comandi, e persino di un cavaliere. Il meccanismo d'azione di questi poteri è sconosciuto, ma per usarli Spartan deve restare immobile e non può attaccare fisicamente.
Sul rango di Spartan c'è sempre stata molta confusione, visto che molte altre fonti lo hanno classificato come Silver Saint: ad esempio il videogioco di ruolo per Game Boy Saint Paradise, nel quale il personaggio si presenta dicendo «Ti mostrerò il vero potere dei Silver Saints», le Cards Super Deformed prodotte dalla Bandai, l'album di figurine prodotto nel 2008 dalla Giochi Preziosi e le Cards for Magic uscite in Italia nel 2001.

### Ghost Saint
I Ghost Saints (幽霊聖闘士 - ゴーストセイント?, Gōsuto Seinto, lett. Saint Fantasma), noti anche come Ghost Saint Trio (幽霊聖闘士 三羽ガラス?, Gōsuto Sanba Garasu), Hagure Saint (はぐれ聖闘士?, Hagure Seinto, lett. Saint Esiliati) o Cavalieri di Morgana nel doppiaggio italiano dell'anime, sono dei Saint esiliati dal precedente Grande Sacerdote insieme con la loro Regina Geist (ガイスト?, Gaisuto) (o Morgana nel doppiaggio italiano dell'anime) su un'isola dei Caraibi per i molti crimini compiuti. Vengono richiamati dal nuovo Grande Sacerdote (Saga) per sconfiggere i cinque Bronze Saint protagonisti e recuperare l'elmo del Cloth del Sagittario.
Dolphin, Sea Serpent e Kurag indossano Cloth senza costellazione che hanno le caratteristiche degli animali marini (rispettivamente delfino, serpente di mare e medusa).
Non sono da confondersi con i Cavalieri ombra comparsi nel primo film (La dea della discordia), anch'essi chiamati in lingua originale Ghost Saint.

#### Morgana
Geist (ガイスト?, Gaisuto) (che vuol dire "fantasma" in tedesco), o Morgana nel doppiaggio televisivo italiano, è una Sacerdotessa guerriera, oltre che leader del Ghost Saint. 
Dopo la sconfitta dei suoi sottoposti affronta Seiya, venendo sconfitta da quest'ultimo dopo un dura battaglia nel suo castello. In punto di morte, Geist rivela a Seiya che sarà destinato ad indossare l'armatura d'oro del Sagittario.
Geist è in grado di usare l'Hijutsu Phantom Genwaku Ken (ファントム眩惑拳?, Hijutsu Phantom Genwaku Ken) (Fantasma illusione di Morgana nel doppiaggio italiano), tecnica con cui può creare illusioni molto potenti di vario genere, come per esempio una flotta di navi di pirata o un uccello gigante a due teste. Sa usare il Thunder Claw (サンダー・クロウ?, Sandā kurou) (o Cobra Incantatore nel doppiaggio italiano), lo stesso di Shaina (Tisifone): Geist colpisce l'avversario con le sue unghie affilate (veri e propri artigli) che producono anche potenti scariche elettriche derivate dal suo cosmo. Possiede anche terzo attacco senza nome in cui blocca l'avversario lanciandogli dei pezzi della sua armatura, che sembrano rigenerarsi all'istante.
Geist viene definita la protetta di Shaina (シャイナの妹分?, Shaina no Imōtobun)  ed entrambe condividono lo stesso colpo segreto, il Thunder Claw.
Sebbene ufficialmente si tratti di Sonota Saint, quindi un Saint senza costellazione, nel merchandise italiano viene indicata in alcune fonti come Saint del Serpente, in altre come Silver Saint.

#### Delfino
Dolphin (ドルフィン?, Dolphin), o Delfino nel doppiaggio televisivo italiano, è un membro dei Ghost Saint. 
Nel corso degli scontri con i Bronze Saint protagonisti, Dolphin viene sconfitto da Shiryu che, travolgendolo con il Rozan Shoryuha, lo fa precipitare giù da una scogliera, uccidendolo.
Il suo colpo è il Dolphin Ryu Kuchu Kaiten Kick (ドルフィン流空中回転キック,?, Dolphin Ryu Kuchu Kaiten Kick) (o Vortice del Delfino nel doppiaggio italiano), con gira velocemente su sé stesso e sferra al volo un calcio molto potente e veloce.
Sebbene ufficialmente sia un Sonota Saint, nel merchandise italiano viene indicato come Saint di Bronzo. della costellazione estinta de Delfino.

#### Serpente di mare
Sea Serpent (シーサーペント?, Shīsāpento), o Serpente di mare nel doppiaggio televisivo italiano, è un membro dei Ghost Saint.
Hyoga, intuendo le difficoltà del nemico sulla terraferma, ghiaccia l'acqua sotto di lui in modo da creare una spessa lastra di ghiaccio. Sea Serpent cerca di tornare nell'acqua, ma viene ucciso da Seiya con il Pegasus Ryuseiken.
Sea Serpent non possiede un vero e proprio colpo segreto, ma ha varie abilità. La sua armatura/tuta è estremamente scivolosa e lo aiuta a schivare gli attacchi dei suoi nemici e a muoversi velocemente sott'acqua. Inoltre può generare turbini subacquei e trasformarsi in un gigantesco serpente marino verde e viola, così da muoversi ad alta velocità sotto il mare e di attaccare con le sue zanne affilate.
Sebbene ufficialmente sia un Sonota Saint, nel merchandise italiano viene indicato come Saint di Bronzo della costellazione estinta della Coda del serpente.

#### Medusa
Kurag (クラッグ?, Kuraggu) o Medusa nel doppiaggio televisivo italiano, è un membro dei Ghost Saint.
Nel corso degli scontri con i Bronze Saint protagonisti affronta Shun e Seiya, venendo ucciso da quest'ultimo con il Pegasus Ryuseiken.
Il suo attacco è il Kurag Ryu Dengeki Hyakuman Volt (クラッグ流電撃百万ボルト?, Kuragge Ryu Dengeki Hyakuman Volt) (Tocco della medusa nel doppiaggio italiano), con cui grazie ai tentacoli della sua armatura che può allungare e muovere a piacimento, rilascia una potente scarica elettrica.
Sebbene ufficialmente sia un Sonota Saint, nel merchandise italiano viene indicato come Saint di Bronzo.

### Saint ritirati

#### Maestro dei Ghiacci
Crystal Saint (水晶聖闘士（クリスタルセイント?, Kurisutaru Seinto), o Maestro dei Ghiacci nel doppiaggio televisivo italiano, è un Saint Ritirato, oltre che il maestro di Hyoga e di Isaac nell'anime classico (nel manga i due sono allenati da Camus dell'Acquario). 
Il personaggio venne creato dalla Toei Animation perché, all'epoca della messa in onda dei primi episodi dell'anime, Masami Kurumada non aveva ancora rivelato chi fosse l'insegnante del Saint del Cigno. In seguito alla creazione di Camus, il Crystal Saint è stato trasformato nell'anime in un allievo di quest'ultimo.
Dopo essere apparso in alcuni flashback, il personaggio compare fisicamente quando viene plagiato mentalmente dal Grande Sacerdote che gli affida il compito di uccidere Hyoga e gli altri Bronze Saints al servizio di Saori Kido. Affronta il suo allievo in un durissimo scontro in Siberia, nel quale perde la vita. Prima di esalare l'ultimo respiro, ritorna in sé e incoraggia Hyoga a continuare la lotta contro le forze oscure.
Come Hyoga, anche il Crystal Saint può lanciare la Diamond Dust (極小氷晶?,  Daiyamondo Dasuto) (Polvere di Diamanti nel doppiaggio italiano), ovvero un potente getto di aria congelante. Inoltre è in grado di utilizzare una tecnica inedita chiamata Toketsu Ken (凍結拳? lett. Pugno di ghiaccio), con il quale congela le gambe ai propri avversari dopo averli imprigionati in una presa.
All'inizio della serie, il personaggio non è più un Saint, in quanto si è ritirato ed indossa solo un Cloth ornativo che rappresenta un cristallo di ghiaccio, come si vede nel totem creato appositamente per il modellino myth e mai apparso nell'anime.
Diversamente dal primo anime, la trilogia OAV su Hades ha operato una scelta di ret-con, rendendo Camus direttamente maestro di Hyoga tramite un flashback che mostra il Gold Saint allenare quello di Cygnus in Siberia. L'edizione italiana ha però aggiunto nella serie un riferimento al personaggio del Crystal Saint, assente in originale.
Sebbene ufficialmente sia un Sonota Saint, quindi un Saint senza costellazione, nel merchandise italiano viene indicato come Saint d'Argento della costellazione della Corona Boreale.

### Altri Saint senza costellazione

#### Reda
Reda (レダ?, Leda) è un Saint senza costellazione, oltre che compagno di addestramento di Saltius, Shun e Nemes e, quindi, allievo di Albione. 
Durante il periodo d'addestramento, Reda era stato giudicati idonei per ottenere il Bronze Cloth di Andromeda, ma era stato sconfitti nella sfida da Shun, perdendo così il diritto al titolo di Saint. Dopo essere sopravvissuto al massacro dell'Isola di Andromeda operato da Milo dello Scorpione e Aphrodite dei Pesci, Reda, insieme a Saltius, giunge in Giappone con lo scopo di uccidere Shun per ottenere il perdono da parte del Sacerdote. Nonostante la superiorità numerica, i due vengono sconfitti facilmente dal loro ex-compagno che non ha neppure bisogno di indossare l'armatura.
Reda e Saltius possono utilizzare una tecnica combinata chiamata Double Nebula Chain, che consiste nell'immobilizzare l'avversario con le catene delle loro armature, per poi stritolarlo lentamente.
Sia Reda che Saltius indossano delle armature molto simili a quella di Shun, con tanto di catene, mentre fisicamente ricordano due punk: nello specifico, Reda ha dei capelli rosa folti e tenuti su e due orecchini molto appariscenti.
Il suo nome originale (Leda) deriva dall'omonimo satellite di Giove.
Sebbene ufficialmente si tratti di Sonota Saint, nel merchandise italiano viene indicato come Bronze Saint.

#### Saltius
Saltius (スピカ?, Spica) è un Saint senza costellazione, oltre che compagno di addestramento di Reda, Shun e Nemes e, quindi, allievo di Albione. 
Durante il periodo d'addestramento, Saltius era stato giudicati idonei per ottenere il Bronze Cloth di Andromeda, ma era stato sconfitti nella sfida da Shun, perdendo così il diritto al titolo di Saint. Dopo essere sopravvissuto al massacro dell'Isola di Andromeda operato da Milo dello Scorpione e Aphrodite dei Pesci, Saltius, insieme a Reda, giunge in Giappone con lo scopo di uccidere Shun per ottenere il perdono da parte del Sacerdote. Nonostante la superiorità numerica, i due vengono sconfitti facilmente dal loro ex-compagno che non ha neppure bisogno di indossare l'armatura.
Reda e Saltius possono utilizzare una tecnica combinata chiamata Double Nebula Chain, che consiste nell'immobilizzare l'avversario con le catene delle loro armature, per poi stritolarlo lentamente.
Sia Saltius che Reda indossano delle armature molto simili a quella di Shun, con tanto di catene, mentre fisicamente ricordano due punk: nello specifico, Saltius ha dei capelli blu folti e tenuti ed una stella disegnata sul viso.
Il suo nome originale (Spica) deriva dall'omonimo stella principale della costellazione della Vergine.
Sebbene ufficialmente si tratti di Sonota Saint, nel merchandise italiano viene indicato come Bronze Saint.

#### Sonota Saint minori
Un gruppo di Sonota Saint compare in un flashback di Aiolia in cui interrogano quest'ultimo su dove si trovi Aiolos, fuggito precedentemente con la neonata Atena. Si tratta di sei Saint che indossano armature di vari colori, ma solo tre appaiono più chiaramente rispetto agli altri (nei settei vengono chiamati Saint A, Saint B e Saint C).

## Altri media
Sebbene si tratti di personaggi creati esclusivamente per l'anime e, per di più, presenti in pochi episodi, i Sonota Saint sono presenti in vari media tratti dalla serie, come videogiochi e modellini myth. Docrates, Geist, il Crystal Saint e Virnam appaiono ad esempio nel videogioco per Game Boy Saint Paradise.